# Municipio de Center (condado de Greene, Indiana)
El municipio de Center (en inglés: Center Township) es un municipio ubicado en el condado de Greene en el estado estadounidense de Indiana. En el año 2010 tenía una población de 3535 habitantes y una densidad poblacional de 28,32 personas por km².

## Geografía
El municipio de Center se encuentra ubicado en las coordenadas 39°2′14″N 86°45′10″O / 39.03722, -86.75278. Según la Oficina del Censo de los Estados Unidos, el municipio tiene una superficie total de 124.84 km², de la cual 124,83 km² corresponden a tierra firme y (0,01 %) 0,02 km² es agua.

## Demografía
Según el censo de 2010, había 3535 personas residiendo en el municipio de Center. La densidad de población era de 28,32 hab./km². De los 3535 habitantes, el municipio de Center estaba compuesto por el 97,51 % blancos, el 0,28 % eran afroamericanos, el 0,23 % eran amerindios, el 0,4 % eran asiáticos, el 0,42 % eran de otras razas y el 1,16 % eran de una mezcla de razas. Del total de la población el 0,99 % eran hispanos o latinos de cualquier raza.